# تاكاهيرو كو
تاكاهيرو كو (باليابانية: 高 宇洋) (20 أبريل 1998 في كاواساكي في اليابان – )؛ هو لاعب كرة قدم سابق كان يلعب كلاعب وسط.

## وصلات خارجية
- تاكاهيرو كو على موقع رابطة كرة القدم اليابانية للمحترفين (اليابانية)
- تاكاهيرو كو على موقع Soccerway.com (الإنجليزية)
- تاكاهيرو كو على موقع عالم كرة القدم.نت (الإنجليزية)